# Ingå prästgård
Ingå prästgård (finska: Inkoon pappila) är en prästgård i Ingå i Finland. Prästgården från år 1836 ägs av Ingå församling. Nuförtiden används byggnaden som festlokal och uthyrs av församlingen.

## Historia och arkitektur
Ingå prästgård omnämndes första gången i skriftliga källor år 1337. Prästgården har legat på samma plats sedan medeltiden. 
År 1836, när den nuvarande huvudbyggnaden blev färdig, fungerade Ingå prästgård som ett prebende till professorn i teologi vid Helsingfors universitet. Samma år bodde Benjamin Frosterus, professorn i kyrkohistoria, i prästgården. Frosterus hade tagit med sig ritningar för den nya prästgården men man tyckte att Frosterus ritningar var för pompösa. Byggmästaren Gustaf Adolphsson gjorde nya ritningar som godkändes.
Ingå prästgårds huvudbyggnad är uppförd i empirstil. I huvudbyggnaden finns en sal, kök och sex övriga rum. På samma tomt ligger ett gammalt magasin och en stenladugård från 1890-talet.